# Salah Salem

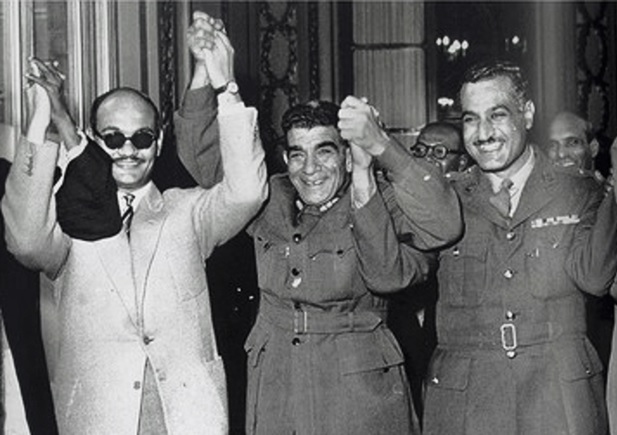
Salah Salem avec Muhammed Nagib et Nasser

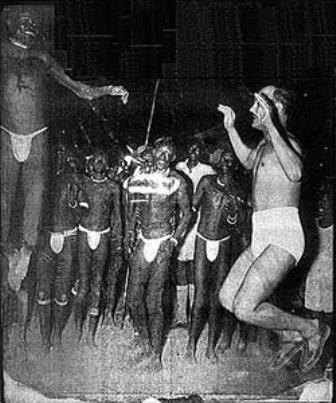
Salah Salem au Soudan

Salah Salem (25 septembre 1920 - février 18, 1962) (en arabe : صلاح سالم) était un officier militaire et un homme politique égyptien. Il a fait partie du Mouvement des officiers libres qui a précipité la chute du royaume égyptien.